# Dasymaschalon
Dasymaschalon is een geslacht uit de familie Annonaceae. De soorten komen voor van Zuid-China tot in tropisch Azië.

## Soorten
- Dasymaschalon acuminatum Jing Wang & R.M.K.Saunders
- Dasymaschalon angustifolium Jing Wang & R.M.K.Saunders
- Dasymaschalon argenteum (Griff.) Jongsook & Chaowasku
- Dasymaschalon bachmaensis N.S.Lý, T.H.Lê, Vuong & N.D.Do
- Dasymaschalon borneense Nurmawati
- Dasymaschalon clusiflorum (Merr.) Merr.
- Dasymaschalon dasymaschalum (Blume) I.M.Turner
- Dasymaschalon echinatum Jing Wang & R.M.K.Saunders
- Dasymaschalon ellipticum Nurmawati
- Dasymaschalon evrardii Ast
- Dasymaschalon filipes (Ridl.) Bân
- Dasymaschalon glaucum Merr. & Chun
- Dasymaschalon grandiflorum Jing Wang, Chalermglin & R.M.K.Saunders
- Dasymaschalon halabalanum Jongsook & Chaowasku
- Dasymaschalon hirsutum Nurmawati
- Dasymaschalon lomentaceum Finet & Gagnep.
- Dasymaschalon longiflorum (Roxb.) Finet & Gagnep.
- Dasymaschalon longiusculum (Bân) Jing Wang & R.M.K.Saunders
- Dasymaschalon macrocalyx Finet & Gagnep.
- Dasymaschalon megalanthum (Merr.) Jing Wang & R.M.K.Saunders
- Dasymaschalon minutiflorum (Nurmawati) Jing Wang & R.M.K.Saunders
- Dasymaschalon robinsonii Ast
- Dasymaschalon rostratum Merr. & Chun
- Dasymaschalon sootepense Craib
- Dasymaschalon tibetense X.L.Hou
- Dasymaschalon trichophorum Merr.
- Dasymaschalon tueanum Bân
- Dasymaschalon wallichii (Hook.f. & Thomson) Jing Wang & R.M.K.Saunders
- Dasymaschalon yunnanense (Hu) Bân